# Typhlodromus cuii
Typhlodromus cuii är en spindeldjursart som beskrevs av Wu och Ou 1998. Typhlodromus cuii ingår i släktet Typhlodromus och familjen Phytoseiidae. Inga underarter finns listade i Catalogue of Life.